# Чай з Муссоліні
«Чай з Муссоліні» (англ. «Tea With Mussolini») — напівавтобіографічний художній фільм італійського режисера Франко Дзеффіреллі, який вийшов в прокат в Італії 26 березня 1999 року. Прем'єра у Великій Британії відбулася 2 квітня. Фільм демонструвався в липні 1999 року на фестивалі в Карлових Варах.

## Сюжет
Флоренція, 1935 рік. Колонія літніх дотепних англійок захоплюється енергійним дуче, який поводиться як джентльмен, до того ж він зумів змусити італійські поїзди ходити за розкладом. Дами проводять дні, відвідуючи музеї, організовуючи пікніки в англійському стилі, ведучи світські бесіди.
Вдова англійського посла леді Хестер Рендом навіть зустрічалася з Муссоліні за чашкою чаю, перед яким клопоталася щодо захисту колонії від нападів фашистів. Під керівництвом Мері Уоллес літні англійки за допомогою багатої американської єврейки Ельзи доглядають за позашлюбним сином місцевого торговця — маленьким Лукою, мати якого померла (доля цього хлопчика багато в чому відтворює долю самого режисера).
Над Європою згущуються хмари, Італія оголошує війну Великій Британії, змінюється і ставлення влади до «Скорпіонш». Тепер потрібно вчити німецьку мову і любити все німецьке, адже «час Англії завершився» (як зазначає батько Луки). «Я б не сказала», — відповідає йому міс Уоллес.
«Скорпіонш» висилають в маленьке містечко Сан-Джиміньяно, але і там вони зберігають гідність і намагаються допомогти стражденним.
Закінчується сюжет 1944 роком, коли шотландські частини і партизани (куди встиг вступити Лука) звільняють Сан-Джиміньяно від німців. Незадовго до втечі німців англійські бабусі рятують історичну будівлю від вибуху, буквально примотавши себе до нього бікфордовим шнуром.

## У ролях
- Джуді Денч — Арабелла, артистка і співачка.
- Джоан Плаврайт[en] — Мері Воллес.
- Шер — Ельза Моргенталь Штраусс-Армістан, американська співачка
- Меггі Сміт — Леді Гестер Рендом, вдова британського посла
- Лілі Томлін — Джорджі Роквелл
- Майкл Вільямс — британський консул
- Массімо Ґіні[en] — Паоло
- Бейрд Воллес — Лука
- Паоло Сеґанті[en] — Вітторіо Фанфаном
- Міно Беллі[it] — Чезаре
- Пол Чекер — Вілфред Ренд, онук леді Гестер Рендом
- Чарлі Лукас — Лука (дитина)
- Тесса Прічард — Конні Рейнор
- Клаудіо Спадаро — дуче Муссоліні
- Паула Джейкобс — Моллі
- Беттін Мілн — Едіт
- Гійзел Парсонс — Гейзел Гелен
- Хелен Стірлінг — Урсула
- Кетлін Дойл — Норма
- Кріс Ларкін — майор Гібсон

## Знімальна група
- Режисер — Франко Дзеффіреллі
- Сценаристи — Франко Дзеффіреллі, Джон Мортімер
- Оператор — Девід Воткін
- Композитор — Алессіо Влад
- Продюсери — Марко Хіменц, Клів Парсонс, Піппо Пишотто, Ріккардо Тоцці, Джованнелла Дзанноні, Фредерік Мюллер